# Podnikatelský účet
Podnikatelský účet je specializovaný typ bankovního účtu, který je určen pro podnikající fyzické osoby nebo právnické osoby. Zřízení tohoto účtu není v České republice povinné, ale u některých bank může být nutné a může přinést některé výhody.

## Charakteristika
Podnikatelský účet se v mnohém neliší od běžného účtu, také k němu přísluší internet banking, smartbanking, popř. platební karty a další. Zásadní rozdíl je často v tom, že poplatky za jeho vedení jsou zpravidla vyšší než u běžných účtů, přičemž poplatky za sjednání a vedení účtu či platby a transakce závisí na tom, jestli chce podnikatel pouhý účet, nebo celý balíček s výhodami, jestli má zájem o účet v české, nebo v cizí měně a na velikosti jeho obratu. 
V České republice neexistuje zákonná povinnost k zřízení podnikatelského účtu. Některé banky však nedovolují, aby měl podnikatel podnikání spojené s běžným účtem. To je pak jeden z důvodů, proč se tento typ účtu zakládá. K soukromému účtu pak také nelze poskytnout podnikatelský úvěr ani si nechat vystavit kreditní kartu pro podnikatele.
Dalším důvodem pro jeho založení je větší přehlednost a schopnost okamžitě zjistit základní bilanci podnikatelské činnosti. Vklady a výdaje tam nejsou promíchány se soukromými financemi, jak tomu bývá pouze při použití běžného účtu podnikatele.
Přítomnost pouze podnikatelských plateb a převodů se odráží také ve snazší přípravě účetnictví a umožňuje import a export dat do účetních programů.
Oddělenost osobního účtu a podnikatelského usnadňuje samozřejmě také komunikaci s finančním úřadem, kde podnikatel nahlašuje číslo svého bankovního účtu. Pokud nahlásí osobní účet, finanční úřad bude vidět také jeho soukromé příjmy a výdaje. 
Oddělenost osobního a podnikatelského účtu nakonec umožní lépe zvládat zadlužení a následnou exekuci. Při exekuci exekutor podnikatelovi ihned odstaví jeho účet, z kterého bude strhávat exekuční srážky. Pokud však má podnikatel podnikatelský účet, finance na jeho osobním účtu budou i nadále k dispozici. 

## Zřízení podnikatelského účtu
K zřízení podnikatelského účtu potřebuje podnikající fyzická osoba doklad totožnosti, tj. občanský průkaz nebo cestovní pas, a kopii živnostenského listu (nesmí být starší déle než 3 měsíce). Právnická osoba k jeho založení potřebuje také průkaz totožnosti, výpis z obchodního rejstříku a samozřejmě i obchodního jméno společnosti. Pokud zakládá firemní účet za právnickou osobu někdo jiný, například účetní, musí mít notářsky ověřenou plnou moc.
Podnikatelský účet má obvykle několik druhů. Jsou jimi účet pro podnikatele, malé a střední firmy, velké firmy a korporace nebo profesionální účet (např. pro lékaře, advokáty a notáře). 